# Paul Henri Fischer
Paul Henri Fischer (ur. 7 lipca 1835 w Paryżu, zm. 29 listopada 1893) – francuski lekarz, zoolog i paleontolog.

## Życiorys
Studiował medycynę w mieście Bordeaux. Był prezydentem Société Géologique de France i Société Zoologique de France.

## Publikacje
- 1864–1873. Faune conchyliologique marine du departement de la Gironde et des côtes du sud-ouest de la France.
- 1867–1875. Catalogue des nudibranches et céphalopodes des cotes océaniques de la France.
- 1885. Une nouvelle classification des bivalves.
- 1885–1887. Manuel de conchyliologie et de paléontologie conchyliologique.
- 1893–1894. Études sur les mollusques terrestres et fluviatiles.